# エネゲート
株式会社エネゲートは、大阪府大阪市北区に本社を置く関西電力グループの計器メーカーである。

## 沿革
- 1914年（大正03年） - 合資会社芦田工業所として創業
- 1917年（大正06年） - 株式会社に組織を変更
- 1942年（昭和17年） - 東京電灯（現東京電力）の関係会社となる
- 1945年（昭和20年） - 社名を東光精機株式会社と改称
- 1949年（昭和24年） - 大阪証券取引所に株式を上場(2003年5月まで）
- 1951年（昭和26年） - 関西電力の関係会社となる。
- 1951年（昭和26年） - 関西計器工業株式会社設立(電力量計の修理業務を開始)
- 1954年（昭和29年） - 園田計器工業株式会社設立
- 1962年（昭和37年） - 関西変成器工業株式会社設立
- 2003年（平成15年） - 関西電力株式会社の完全子会社となる
- 2004年（平成16年） - 関西計器工業、関西変成器工業、園田計器工業、東光精機の4社が合併し、株式会社エネゲートとなる。[1]